# Gotești, Cantemir
Gotești este satul de reședință al comunei cu același nume  din raionul Cantemir, Republica Moldova.

## Demografie

### Structura etnică
Structura etnică a satului Gotești conform recensământului populației din 2004:
| Grup etnic                                               | Populație | % Procentaj  |
| -------------------------------------------------------- | --------- | ------------ |
| Băștinași declarați Moldoveni Băștinași declarați Români | 3.491 167 | 86,33% 4,13% |
| Bulgari                                                  | 219       | 5,42%        |
| Ucraineni                                                | 83        | 2,05%        |
| Ruși                                                     | 64        | 1,58%        |
| Găgăuzi                                                  | 9         | 0,22%        |
| Alții                                                    | 11        | 0,27%        |
| Total                                                    | 4.044     |              |

## Personalități

### Născuți în Gotești
- Gheorghe Stavrii (1882–?), țăran și politician moldovean, membru al Sfatului Țării al RD Moldovenești.